# Claire Dearing
Claire Dearing est un personnage de fiction de la franchise Jurassic Park. Elle est introduite dans le quatrième film Jurassic World (2015), qui est également le premier volet de la trilogie Jurassic World. Colin Trevorrow réalise et co-écrit le film, retenant Bryce Dallas Howard dans le rôle de Claire. Elle est l'un des trois principaux protagonistes de la trilogie Jurassic World, avec son compagnon Owen Grady, interprété par Chris Pratt, et sa fille adoptive, Maisie Lockwood (interprétée par Isabella Sermon), qui a fait ses débuts dans Jurassic World: Fallen Kingdom. Dans le premier film, elle est la directrice en chef des opérations du parc Jurassic World à Isla Nublar. C'est elle qui s'occupe du parc en général, (gestion des évasions de dinosaures, de la sécurité des visiteurs, recherche de sponsors...). À la fin du premier film, elle entame une relation avec Owen.
Howard reprend ce rôle dans la suite de la trilogie. Dans Jurassic World: Fallen Kingdom (2018), Claire est la fondatrice et la dirigeante du Dinosaur Protection Group (DPG), une organisation dédiée à sauver les dinosaures d'Isla Nublar, menacés par une éruption volcanique. Le couple rompt leur relation avant de se réconcilier lorsqu'Owen accepte de rejoindre l'équipe pour secourir les dinosaures sur l'île. Ils adoptent également Maisie Lockwood, la petite-fille clonée de Benjamin Lockwood. Dans Jurassic World Dominion (2022), Owen et Claire restent en couple et élèvent Maisie, qui est kidnappée par l'entreprise Biosyn à des fins de recherche, avec la progéniture reproduit de manière asexuée de Blue, Beta. Le couple se lance alors dans une mission de sauvetage pour les récupérer.
Claire Dearing fait partie des rôles les plus populaires d'Howard, bien que le personnage reçut un accueil assez mitigé de la part des critiques. Le rôle d'Howard dans le premier film, est généralement considéré par les critiques comme sexiste. La performance globale de Howard fut cependant bien accueillie dans le deuxième film.

## Contexte fictif

### Jurassic World
Dans le premier film, Claire est la responsable en chef des opérations du parc de Jurassic World, situé sur l'île d'Isla Nublar. Submergée de travail, elle ne trouve pas de temps à accorder à ses neveux en visite, Zach et Gray Mitchell. La sœur de Claire, Karen, l'exhorte par téléphone à passer du temps en famille. Claire est attirée par Owen Grady, un scientifique expert en comportement animalier qui étudie le Velociraptor, bien que leurs personnalités conflictuelles mettent fin à une relation potentielle après un rendez-vous galant raté.
Pour augmenter la fréquentation du parc, le laboratoire de Jurassic World créé un dinosaure hybride génétiquement modifié, l'Indominus rex. Claire est initialement dédaigneuse des avertissements d'Owen concernant la créature hybride. Plus tard, malgré les objections d'Owen, Claire l'accompagne à la recherche de l'Indominus et de ses neveux, partis seuls explorer le parc. Alors qu'Owen réconforte un Apatosaurus mourant, attaqué peu avant par l'Indominus, Claire se lie émotionnellement avec lui, modifiant sa vision des dinosaures du parc, qu'elle percevait autrefois comme « des chiffres dans un tableur », d'après Owen. Lors d'une évasion de ptérosaures, elle sauve Owen d'une attaque de Dimorphodon. Ils partagent un baiser, qui est interrompu par les retrouvailles de Claire avec Zach et Gray. Claire attire plus tard le Tyrannosaure du parc hors de son enclot pour le faire affronter avec l'Indominus. Après la mort de la créature hybride et l'arrivée des services de secours sur l'île, Owen et Claire finissent en couple à la fin du film.

### Jurassic World: Fallen Kingdom
Dans Jurassic World : Fallen Kingdom, trois ans se sont écoulés depuis l'incident de Jurassic World. Owen et Claire ont mis fin à leur relation. Elle fonde et dirige le Dinosaur Protection Group (DPG), une organisation qui cherche notamment à obtenir des fonds pour étudier, sauver les dinosaures et contribuer à leur bien-être sur l'île. Le sort des dinosaures devient particulièrement préoccupant lorsque l'ancien volcan endormi d'Isla Nublar, le mont Sibo, entre soudainement en éruption. Pour mener à bien l'évacuation des espèces de l'île, elle s'associe à Benjamin Lockwood, qui a aidé à créer une ancienne attraction de dinosaures connue sous le nom de Jurassic Park. Cette dernière recontacte ensuite Owen, qui construit une cabane, pour lui faire part de son projet de sauvetage de dinosaure, tout en évoquant leur ancienne relation autour d'une bière. Initialement réticent, il rejoint finalement Claire et son équipe pour sauver les dinosaures d'Isla Nublar, en particulier Blue, un vélociraptor qu'il a élevé. Sur l'île, ils sont trahis par l'équipe de Ken Wheatley et son entrepreneur Eli Mills, l'assistant de Benjamin Lockwood.
Owen et Claire se rendent ensuite au domaine de Lockwood, dans le nord de la Californie, où ils rencontrent Maisie, la petite-fille de Lockwood, âgée de neuf ans. Ils apprennent également que Mills vend illégalement les dinosaures aux enchères, après avoir assassiné Benjamin Lockwood pour mener à bien son plan. Owen perturbe la vente aux enchères et s'engage dans une bagarre avec plusieurs gardes pour empêcher qu'un nouvel hybride génétiquement modifié, l'Indoraptor, ne soit vendu. Lorsque l'Indoraptor s'échappe, Claire est blessé et la bête poursuit Maisie. Malgré sa blessure, Claire dit à Owen de la quitter et de protéger Maisie, avant de l'embrasser avant son départ. L'hybride sera finalement tué, Blue retrouvant la liberté. Maisie libère les autres dinosaures en captivités pour éviter qu'ils ne meurent à la suite d'une fuite de cyanure d'hydrogène. Les dinosaures se retrouvent dès lors en liberté sur le continent. Owen et Claire entament une nouvelle relation et deviennent les parents adoptifs de Maisie, qui se révèle être une descendante génétique de la fille décédée de Lockwood.

### Jurassic World: Le Monde d'après
Au cours des quatre années qui suivent Fallen Kingdom, Owen et Claire vivent avec Maisie dans leur maison en rondins, située dans les montagnes de la Sierra Nevada. Le couple protège les dinosaures des braconniers. Malgré la frustration de Maisie, le couple la tient à l'écart de la civilisation, car la fillette est recherchée par les sociétés de la génétique en raison de son clonage. Confrontés à un dilemme entre laisser Maisie retourner vivre dans la société tout en craignant de la perdre ou la retenir isolée, les relations avec la fillette sont parfois tendues. Maisie et Beta sont kidnappées par des braconniers et vendues à la société Biosyn. Le couple les suivent jusqu'à un marché noir à Malte, où Barry, maintenant un agent de renseignement français, les aide. Claire affronte Soyona Santos, une femme associée à un marché noir de dinosaures. Après un combat physique, elle apprend que Maisie est emmenée au siège de Biosyn en Italie. Poursuivie par une meute d'Atrociraptors, Claire échappe aux prédateurs avec l'aide du pilote Kayla Watts, qui ramène le couple en avion jusqu'à Biosyn. Le couple est séparé après le crash de leur avion par des ptérosaures. Dans la foret, Claire fait des rencontres avec un Therizinosaurus et un Dilophosaurus. Owen et Kayla la retrouvent finalement, et le groupe retrouve plus tard Maisie. De plus, la famille se joint à Alan Grant, Ellie Sattler, Ian Malcolm et Ramsay Cole pour s'échapper du complexe. Le couple retourne ensuite vivre paisiblement avec Maisie dans leur maison dans les montagnes de la Sierra Nevada.

## Contexte de production
Jurassic World est réalisé par Colin Trevorrow, qui a co-écrit le scénario final avec Derek Connolly. Dans un scénario antérieur de Rick Jaffa et Amanda Silver, le personnage s'appelait Whitney et elle avait un rôle inférieur à Claire. Whitney aurait joué un rôle « contradictoire », s'opposant au dresseur de raptor du film. Trevorrow déclare que Whitney était le seul personnage du scénario précédent qui « aurait eu le plus de place pour grandir »,. Trevorrow opte finalement pour le nom « Claire », la décrivant comme « sévère à première vue mais finalement chaleureuse et aimante », tandis que Connolly choisit le nom de famille « Dearing ». Selon Trevorrow, Connolly « aime ces noms du style Dickens, qui poussent le spectateur dans la direction que l'auteur veut qu'il aille. Elle peut sembler tranchante au début, mais finalement elle est très attachante ». Bien que Chris Pratt ait reçu la meilleure note pour le rôle d'Owen, c'est Bryce Dallas Howard qui avait le rôle principal du film en tant que Claire selon Trevorrow,,.
Trevorrow désire que les personnages du film aient des apparences distinctes. À propos de Claire, il cite  : « Elle commence avec cette tenue immaculée blanche comme neige, puis tout est complètement déchiré. C’est le seul costume qui évolue véritablement en même temps que le personnage au cours du film ». Il ajoute : « Je voulais que le personnage ressemble à une aigrette blanche, une femme à l’esprit scientifico-pratique, qui pense aux affaires avant tout, puis accepte de quitter sa zone de confort pour prendre le chemin de l’aventure et du danger au côté de Owen Grady. Pour moi, elle est le parc. Et c'est le personnage qui se transforme vraiment ». Claire utilise des talons hauts tout au long du film, Howard a appris à courir avec les conseils de l'ancien lutteur Pete Williams, qui travaillait pour l'actrice sur le plateau. Le choix final des chaussures est fait par Howard ; elle voit Claire comme une femme à l’esprit scientifique et terre à terre, qui devient petit à petit une femme de terrain avec de bons réflexes, et toujours terre à terre. C’est toujours la même personne, simplement qui évolue, et qui porte des talons hauts durant toute la durée du film. Des suggestions sont faites pour qu'Howard finisse pieds nus plus tard dans le film alors qu'il se trouve dans la jungle, bien qu'elle craint de contracter le tétanos. L'autre option est de couper les talons en entrant dans la jungle, mais cette idée est déjà présente dans le film de 1984 À la poursuite du diamant vert ; Howard ne voulait pas copier cet extrait. Elle déclara : « J'ai toujours trouvé cela amusant qu'elle traverse la jungle en talons et que la tenue soit totalement fendue ».
Discutant de la transition de Claire vers l'activisme, Howard déclare que son personnage est « quelqu'un qui est du mauvais côté de l'histoire, et dans son parcours, elle essaie d'améliorer les choses ». Trevorrow déclare que Claire « est prête à tout pour sauver sa famille et c’est en véritable héroïne de film d’action qu’elle se comporte. Parfois, les mauvaises conséquences de ses bonnes intentions peuvent peser sur elle. Nous voulions explorer ce besoin de rédemption, ce sentiment de culpabilité, ce sentiment de regret ».
Dans Jurassic World : Le Monde d'après (2022), Trevorrow écrit et tourne la rencontre de Claire avec le Therizinosaurus comme une scène « silencieuse et immobile et pleine de suspense »,. Il note que Claire « n'a jamais vraiment eu une seule séquence où elle fit face seule avec un imposant dinosaure ». Des personnes anonymes demandent à Howard de perdre du poids pour le film, idée rejeté par Trevorrow. Howard affirme avoir effectué « de nombreuses cascades qui n'auraient pas été possibles » si elle avait suivi un régime.
Dans la trilogie Jurassic World, Howard est bien moins payée que Pratt : « Quand j'ai commencé à négocier mon contrat pour la saga Jurassic, on était en 2014. C'était un monde différent, ce qui était à mon désavantage. Et, malheureusement, vous signez pour trois films donc vos contrats sont figés ». Chris Pratt, au courant de cet écart salarial, a tout fait pour tenter de réduire ce déséquilibre, notamment en faisant pression sur d'autres contrats récents avec la franchise, tel que des jeux vidéos dérivés ou des attractions Jurassic World.
Howard reprend son rôle pour les attractions du parc à thème Jurassic World : The Ride et VelociCoaster,,. Elle prête également sa voix aux jeux vidéo Jurassic World Evolution (2018) et Jurassic World Evolution 2 (2021),.

### Anecdote
Dans l'une des premières versions du scénario du film Jurassic World : Fallen Kingdom, la scène du Sénat aurait dû être bien différente. En effet, le spectateur aurait insisté à un face-à-face entre Claire et le Dr. Ian Malcolm, débattant sur la question s'il fallait oui ou non sauver les dinosaures d'Isla Nublar.

## Réception
Peter Bradshaw du Guardian fait l'éloge de la performance d'Howard dans le premier film. Jake Coyle de l'Associated Press déclare que parmi tous les personnages, Howard « a le plus grand impact dans le rouage de l'entreprise dont le monde contrôlé implose. Ce n'est pas un portrait subtil — elle garde ses talons tout le film — mais sa transformation est la plus convaincante dans un film où de nombreuses évolutions douteuses subsistent. Robbie Collin du Daily Telegraph déclare que Pratt et Howard « ont une alchimie ludique type princesse Leia / Han Solo ».
Saim Cheeda de Screen Rant estime que Claire a le meilleur arc transformationnel de toute la trilogie. Michael Haskell de MovieWeb écrit : « Howard donne définitivement tout et semble investi dans la franchise dans son ensemble, mais le personnage de Claire Dearing laisse beaucoup à désirer ». Nick Bartlett de SlashFilm considère Howard et Pratt comme un couple peu convaincant. Dans Le Monde d'après, Bartlett la trouve la plus impressionnante lorsqu'elle agit sans l'ombre de Pratt, sa rencontre avec les dinosaures sont « beaucoup plus tendues » car elle est « plus faillible et plus susceptible de se faire manger que l'incroyablement compétent Owen ». Il qualifie la rencontre [dans la forêt, après son saut en parachute de l'avion piloté par Kayla Watts] avec le Therizinosaurus comme la « scène entre l'humain et la bête le plus mémorable et la plus unique de la série ».

### Allégations de sexisme
Certains critiques du cinéma estiment, la représentation de Claire dans le premier film fait preuve de sexisme, notamment par la pression reçue pour la faire devenir une figure maternelle,. Selon Jordan Hoffman de Guardian US : « Lorsque la sœur de Claire (Judy Greer) lui dit : 'Quand tu deviendras mère, tu comprendras', et que Claire lui répond par un sentiment de culpabilité, c'est assez accablant ». Alex Abad-Santos de Vox écrit que le film « divise les femmes en deux genres, présentant les caractéristiques de ces deux catégories comme mutuellement exclusives ; aimer les femmes avec des emplois exigeants n'existe pas dans ce monde, pas plus que les mères sévères ». Marlow Stern, écrivant pour The Daily Beast, trouve que le film parle de « l'évolution d'une femme au sein d'une entreprise glaciale et égoïste à une épouse et une mère prévenante ». The Encyclopedia of Sexism in American Films (2019) déclare que Claire « est érigée en cible de la colère du public dès le début », les premières scènes « poussent le public à la juger durement jusqu'à ce que, vers la fin, elle adopte des traits plus traditionnellement « féminins ».
Meredith Woerner du Los Angeles Times écrit : « Pour un patron d'une grande entreprise, Claire gère remarquablement mais manque d’humanisme vis-à-vis de ses subordonnés. Les autres personnages sont assez désireux de lui dire de se détendre, de la corriger ou simplement de la faire ressembler à une personne sans âme et ni compassion ». Devin Faraci de Birth.Movies.Death déclare que le film traite Claire comme « une personne blessée simplement car elle est dévouée à son travail et ne veut pas d'enfants ». Il remarque la scène en voiture où les neveux de Claire désirent désormais rester avec Owen, bien qu’ayant été la sauveuse de celui-ci, alors attaqué par un Dimorphodon : « C'est comme si les enfants parlaient pour le cinéaste — peu importe à quel point Claire évolue, Owen est toujours plus important car il représente l’homme viril ».
En réponse aux allégations de sexisme, Trevorrow déclare : « Je ne pense pas qu'il faille sacrifier la féminité d'une femme pour en faire une héroïne de film d'action audacieuse. C'était quelque chose qui m'intéressait. J'ai l'impression d'avoir vu beaucoup de femmes présentées comme très masculines et fortes – et c'est génial aussi. Mais ça m'a semblé être une voie vers une approche qui pourrait être vraiment nouvelle, dans son côté rétro. Alors on a accepté. ».
Les allégations de sexisme porteront aussi sur le port de talons hauts durant tout le film, considérés comme des chaussures peu adaptées pour fuir un danger, notamment les dinosaures,. Ces allégations provoquent une réaction d'Howard: « Ce personnage devait avoir l'air mal équipé pour une excursion dans la jungle. Elle est déconnectée de cette réalité et déconnectée d'elle-même. Elle ne s'attend pas du tout à traverser la jungle ». La première impression montre qu’il s'agit d’une femme à l’esprit scientifico-pratique, qui pense aux affaires avant tout. Elle inspire confiance aux investisseurs. Il est clairement montré qu'elle considère les dinosaures comme des animaux, et même dans certains cas des rats de laboratoire. Elle n’est pas spécialement cruelle, mais son esprit scientifique l’empêche d’avoir pris le temps de réfléchir à l’état d’esprit de l’animal. Plus Claire va s’éloigner de la première impression que l'on avait d’elle, plus son costume va en pâtir.
Dans Le Monde d'après, Claire porte brièvement des talons hauts au début du film dans son bureau de l’organisation, avant de chausser des bottes dès le début de la mission de sauvetage de l'île,,. Comme écrit à l'origine, elle était censée porter des baskets pendant la scène du bureau, mais Howard s'y est opposé.
John DeFore du Hollywood Reporter estime que Le Monde d'après « reste démodé dans le traitement du personnage d'Howard, qui principalement crie et court pendant qu'Owen fait avancer les choses ».